# Unité urbaine d'Auch
L'unité urbaine d'Auch est une unité urbaine française centrée sur Auch, préfecture et ville principale du Gers, au cœur de la 21e agglomération urbaine d'Occitanie.

## Données générales
Dans le zonage réalisé par l'Insee en 2010, l'unité urbaine était composée de trois communes.
Dans le nouveau zonage réalisé en 2020, elle est composée des trois mêmes communes.
En 2022, avec 26 222 habitants, elle représente la 1re unité urbaine du département du Gers et occupe le 21e rang dans la région Occitanie.
En 2021, sa densité de population s'élève à 255 hab/km2. Par sa superficie, elle représente 1,66 % du territoire départemental mais, par sa population, elle regroupe 13,72 % de la population du département du Gers.

## Composition 2020 de l'unité urbaine
Elle est composée des trois communes suivantes :
| Nom                 | Code Insee | Département | Statut       | Superficie (km2) | Population (dernière pop. légale) | Densité (hab./km2) | Modifier                                    |
| ------------------- | ---------- | ----------- | ------------ | ---------------- | --------------------------------- | ------------------ | ------------------------------------------- |
| Auch (ville-centre) | 32013      | Gers        | ville-centre | 72,48            | 22 825 (2022)                     | 315                | modifier les données · modifier les données |
| Duran               | 32117      | Gers        | banlieue     | 6,59             | 857 (2022)                        | 130                | modifier les données · modifier les données |
| Pavie               | 32307      | Gers        | banlieue     | 24,67            | 2 540 (2022)                      | 103                | modifier les données · modifier les données |

## Évolution démographique
| 1968   | 1975   | 1982   | 1990   | 1999   | 2010   | 2015   | 2021   | 2022   |
| ------ | ------ | ------ | ------ | ------ | ------ | ------ | ------ | ------ |
| 22 810 | 25 174 | 25 472 | 25 982 | 24 725 | 24 788 | 25 276 | 26 404 | 26 222 |

#### Données générales
- Unité urbaine en France
- Aire d'attraction d'une ville
- Liste des unités urbaines de France

#### Données démographiques en rapport avec l'unité urbaine d'Auch
- Aire d'attraction d'Auch
- Arrondissement d'Auch

#### Données démographiques en rapport avec le Gers
- Démographie du Gers